# Neoplan N4021
Neoplan N4021 — модель городского сочленённого низкопольного автобуса особо большого класса серии N40 немецкого производителя G.Auwärter с приводом на заднюю ось.

## История
Ещё в 1987 году немецкая компания Neoplan представила два прототипа низкопольного автобуса, который был назван N421 SG II / 3N и достался Мюнхенской транспортной компании (MVG). В 1989 году кёльнские транспортные предприятия (КВБ) закупили первые 5 низкопольных автобусов типа N421 SGIII. Этот тип состоял из низкопольной передней части и высокопольной задней части, после чего он был назван N4021 и вступил в преемственность Neoplan N421. Это первая большая серия с 35 кораблями, которые пошли на бременский трамвай AG (BSAG) в 1988 году. В 1989—1990 годах компания Neoplan построила свои низкопольные автобусы с опущенным краем окна между передней и средней дверями. В этой области сиденья теперь не были расположены на пьедесталах. В 1992—1993 годах автобусы Neoplan получили новый фронт. В 1997 году N4021 был поставлен с полностью опущенным до кормы краем окна, третья дверь теперь также была бесступенчатой. Для городских заводов Вильгельмсхафена был построен вариант с сокращённым арьергардом N4018. N4021 также был построен по лицензии Neoplan Polska для восточноевропейского рынка.

## Технические характеристики
Автобус имеет бесступенчатый вход и выход на передней и средней дверях. Пандус для инвалидных колясок с моторным приводом на передней двери делает этот автобус пригодным для инвалидов. В области средней двери есть парковочное место для колясок. Дополнительно клиенты также могли заказать двигатель природного газа, поэтому здесь обозначение изменилось на N4021 CNG.

## Эксплуатация
Neoplan N4021 обслуживался различными немецкими транспортными компаниями, но теперь по большей части был вытеснен более новыми автобусами. КВБ пополнялись 10 автобусами этого типа. Сегодня эти транспортные средства, в основном, эксплуатируются в Восточной Европе. В 1999 году производство N4021 было прекращено, за ним последовал усовершенствованный тип Neoplan N4421. Он существует в различных версиях, в том числе с передней частью от автобуса Neoplan N416.

## Галерея
- Автобус Neoplan N4021 с 4 дверьми сдвижного типа в Барнауле
- Автобус Neoplan N4021 с 3 дверьми сдвижного типа